# 16367 Astronomiasvecia
16367 Astronomiasvecia este o planetă minoră (asteroid), cu un diametru de 5,853 km, din centura de asteroizi. A fost descoperită pe 16 martie 1980 la Observatorul La Silla de Claes-Ingvar Lagerkvist⁠(d) și a fost numită după Svenska astronomiska sällskapet⁠(d). 
Obiectul prezintă o orbită caracterizată de o semiaxă mare de 2,863249 UAi, o excentricitate de 0,11, o înclinație de 12,95916 ° în raport cu ecliptica.